# Аффинное многообразие
Аффинное многообразие — гладкое многообразие, обладающее атласом, в котором все отображения склейки являются аффинным.
Эквивалентно, многообразие является аффинным, если оно допускает плоскую связность без кручения.

## Связанные определения
- Аффинное многообразие называется полным, если его универсальное накрытие гомеоморфно {\displaystyle {\mathbb {R} }^{n}}.

- Фундаментальная группа компактного полного плоского аффинного многообразия называется аффинной кристаллографической группой. Классификация аффинных кристаллографических групп далека от решения.

## Примеры
- {\displaystyle \mathbb {S} ^{n}\times \mathbb {S} ^{1}} является фактором {\displaystyle \mathbb {R} ^{n+1}\setminus \{0\}} по группе, образованной гомотетией {\displaystyle x\mapsto 2\cdot x}, следовательно, является компактным не полным аффинным многообразием.

## Гипотезы
В геометрии аффинных многообразий есть несколько древних гипотез.
Большинство из них доказано в малой размерности и некоторых других особых случаях.
- Гипотеза Маркуса (1962), утверждает, что компактное аффинное многообразие является полным тогда и только тогда, когда оно имеет параллельную форму объёма.
- Гипотеза Ауслендера (1964), утверждает, что любая аффинная кристаллографическая группа содержит полициклическую подгруппу конечного индекса.
- Гипотеза Черна[англ.] (1955), утверждает, что эйлерова характеристика любого компактного аффинного многообразия равна нулю.